# Isla de Galveston
Isla Galveston (del inglés: Galveston Island) es una isla en la costa de Texas en los Estados Unidos, a unas 50 millas (80,5 km) al sureste de Houston. Toda la isla, con la excepción de la playa Jamaica (Jamaica Beach), está dentro de los límites de la ciudad de Galveston. Recibe su nombre del entonces Virrey de Nueva España y militar Don Bernardo de Gálvez y Madrid, Conde de Gálvez, quien desempeñó un papel integral en la Independencia de los Estados Unidos de América, por el que recibió el reconocimiento de Ciudadano Honorario de la Nación.
La isla tiene aproximadamente 27 millas (43,5 km) de largo y no más de 3 millas (4,8 km) en su punto más ancho. Está orientada generalmente en sentido noreste-suroeste, con el Golfo de México al este y al sur, West Bay, en el oeste, y la bahía de Galveston en el norte. El principal punto de acceso desde el continente a la isla es la carretera interestatal 45 que cruza con una calzada desde West Bay en el lado noreste de la isla. El extremo norte de la isla está separada de la península Bolívar por el puerto de Galveston, la entrada de la bahía de Galveston y el canal de navegación de Houston.